# 云うだけ番長
云うだけ番長（いうだけばんちょう）は、日本のロックバンド。2005年結成。

## 概要
炸裂するロックに社会風刺満載の歌詞を載せ、パンク・ロックを超えた説教ロックを体現。主催イベントでは寒空はだかとセットで出てくるのが定番。
2008年にHEAT SEEKER Recordsよりデビューしたが、2010年に再びインディーズバンドになる。
2016年、のいじ番長卒業を機に活動を休止した。

## 来歴
- 2005年  - uedandのしゃいだ番長率いるuedandの19周年ライヴに”言うだけ番長”としてゲスト参加。
- 2006年  - おとべ番長合流。
- 2007年  - 「言うだけ番長」から「云うだけ番長」に改名。

garbage recordsよりアルバム『遅咲きっ!乱れ枯れっ!』をリリース。
- 2008年 - DUSTAR-3のHEAT SEEKER Recordsに移籍し、シングル『遅咲きっ!乱れ枯れっ!』をリリース。
- 2009年 - フランスのメタルバンドXXLが『云うだけ番長』をカヴァー。
- 2010年 - garbage recordsに籍を戻しアルバム『怒れポンチ 漢(おとこ)みち』をリリース。
- 2012年 - 毎年、アニバーサリーイベントで共演する寒空はだかのアルバム『東京モンド』の”東京タワーの歌（爆音バージョンwith云うだけ番長）”に参加。
- 2013年 -しゃいだ番長がヴォーカル、おとべ番長がドラムで参加した加瀬あつし原作の”パチスロカメレオン”(タイヨーエレック)が発売になる。
- 2015年 - ９月２２日ライブに於いて、のいじ番長が十壱執念公演を最後に云うだけ番長卒業を発表。
- 2016年 - １月９日公演、ミニアルバム『未開封』リリース。この日を最後にのいじ番長卒業、云うだけ番長活動停止。

## メンバー
- しゃいだ番長：ボーカル、ギター (mack shyder ueda from uedand) 写真家 植田信
- のいじ番長：ベース (NOISY from DUSTAR-3)
- おとべ番長：ドラムス（乙部ヒロ from AN's ALL STARS）

## 元メンバー
- ゆうじ番長：ドラムス (ex.baroque)

## ディスコグラフィー

### シングル
- 遅咲きっ!乱れ枯れっ!RGCH-1014（2008年4月09日）

遅咲きっ!乱れ枯れっ!／居るだけ応援団
※アルバム『遅咲きっ!乱れ枯れっ!』にはこの曲が入っていない。

### アルバム
- 遅咲きっ!乱れ枯れっ! RTGR-71013（2007年10月13日）

云うだけ番長／第六球／どうもすいまっせぇん／YOYO云ってんじゃねぇYO
ハートに火をつけて／漢のロッケンロー／琥珀色のニクい奴／殿様
番長参上!／右向け右／引きこもりスレスレ
- 怒れポンチ 漢（おとこ）みち RTGR-01022（2010年10月22日）

どうだ!／御輿／ガテンロック／エリートと云う名の悪魔
心の傷は隠さずにさらけ出してみろ...笑い飛ばせよ／理不尽なことやってんじゃねぇ
てっちり／さがしもの／駄目人間／ギャンブル大帝／パパ変／ハイテンションブギ
- 未開封 RTGR-16109（2016年1月9日）

チャリンコ猛ダッシュ／勧善懲悪／どすんパンチ／スンバラゲ国家

### DVD
- 動く番長（2007年10月13日）RTGRV-0441

ファーストアルバムのレコ発ライヴにおいて、アルバム購入者のみに販売。